# Parnall Panther
Le Parnall Panther est un avion de reconnaissance britannique biplace biplan de l'entre-deux-guerres.

## Conception
Le Parnall Panther fut un des premiers avions britanniques spécialement conçus pour opérer à bord de porte-avions. C’était un biplace de réglage de tir et de reconnaissance, sans double commande. Il avait l’air bossu, avec son cockpit monté sur le fuselage d’un Nieuport. Perché en haut et légèrement en arrière du moteur rotatif Bentley BR2 (en) de 230 ch, le pilote jouissait d’une vue dégagée pour l’appontage sur porte-avions. Le Panther était équipé de tout le matériel pour appareil embarqué de l’époque : des sacs de flottaison, un hydroplan fixé au train d'atterrissage, et des crochets sur l’essieu qui s’engageaient dans les câbles de freinage alors utilisés sur les HMS Argus et HMS Hermes.
Un autre point très intéressant du Panther était qu’on pouvait le replier pour son stockage à bord. Mais ce qui était original, c’est qu’on repliait le fuselage, et non les ailes comme cela devint courant plus tard. Le point de repliage se trouvait immédiatement à l’arrière de l’habitacle de l’observateur, ce qui nécessitait une échancrure sur le côté droit incurvé du fuselage à l’endroit des charnières afin d’atténuer la complexité du repliage. L’envergure de l’aile était de 8,99 m, très proche de la limite de 9,14 m des ascenseurs des porte-avions.
Le Panther n’étant pas destiné au combat aérien, son seul armement était une mitrailleuse Lewis de 7,7 mm défensive installée dans l’habitacle de l’observateur situé à l’arrière.

## Engagements
Le Panther était construit en bois et toile. En dépit de son type de construction et de la singularité de son moteur rotatif, il resta en activité jusqu'en 1926.
En 1919, 12 Panther furent vendus à la marine japonaise pour l’entraînement des pilotes d’avions de reconnaissance.

## Variantes
Pas de variante connue.

## Pays opérateurs
Royaume-Uni
- Fleet Air Arm
- Royal Air Force
  - No. 205 Squadron RAF

 Japon
- Marine impériale japonaise

 États-Unis
- United States Navy

## Spécifications
Données de l'aéronavale britannique depuis 1912.
Caractéristiques générales
- Équipage : 2
- Longueur : 7,59 m (4 m plié)
- Envergure : 8,99 m
- Hauteur : 3,20 m
- Surface alaire : 31,2 m2
- Poids à vide : 602 kg
- Poids maximum au décollage : 1 177 kg
- Motorisation : 1 × moteur Bentley BR2 9 cylindres à piston rotatif refroidi par air, 230 ch (170 kW)
- Propulseur: hélice bipale à pas fixe

Performance
- Vitesse maximale : 174,6 km/h (94,3 nœuds) à 1 981 m (6 500 pieds)
- Rayon d'action : : 770 km[2]
- Autonomie : 4 heures 30 minutes
- Plafond de service : 14 500 pieds (4 400 m)
- Temps de montée en altitude : 610 m en 2 minutes 20 secondes

Armement
- Armes : 1 fusil-mitrailleur Lewis Mark I calibre .303 British (7,7 mm) dans le cockpit des observateurs